# Сімха Пінскер
Сімха Пінскер (нар. В Тернополі, Україна, в 1801 році, помер в Одесі в 1864 році) — російський учений і археолог галицько-єврейського походження. Батько сіоніста Льва Пінскера .

## Біографія
Вихованням Сімхи займався його батько, відомий у свій час проповідник, який викладав синові також арифметику і німецьку мову. В юнацькі роки Симха захоплювався хасидизмом. Невдачі в комерційних підприємствах змусили його покинути справи і переселитися в Одесу, де завдяки красивому почерку йому вдалося зайняти місце секретаря у рабина.
При матеріальному сприянні меценатів він заснував школу, на чолі якої стояв до 1840 року. Приблизно в той час в Одесу приїхав караїмський діяч А. Фиркович, який вивіз із Криму і з Кавказу багато єврейських манускриптів; серед них був список пророків, цікавий тим, що мав зовсім особливу пунктуацію і особливі знаки кантіляціі. Раніше Сімха став відомий як археолог, завдяки статтям в «Orient'е»; тепер перед ним відкрилося широке поле для досліджень і його слава усталилася. Російський уряд нагородив його двома золотими медалями і званням почесного громадянина, а єврейська громада Одеси забезпечила його довічної щорічною пенсією в 300 рублів. Пінскер присвятив себе виключно науковими дослідженнями.
Невдовзі він переселився до Відня, щоб зайнятися подальшими працями і їх виданням .

## Праці

### «Ліккуте Кадмонійот» (1860)
Першою і найбільш важливою його працею, що з'явилися у пресі, був «Ліккуте Кадмонійот» або «Збірник старожитностей» (Відень, 1860) — історія розвитку караїмства; але, як повідомляє ЕЕБЕ, його висновки здебільшого були засновані на підробках Фірковіча.
За твердженням Пінскера, слово караїм є похідним від єврейського дав-євр. קרא‎ дав-євр. קרא‎ «кликати, закликати»), і його стали вживати при зародженні цієї секти, коли караїми розсилали своїх емісарів із закликом до єврейського світу приєднатися до них . Крім того, Пінскер намагався довести, що основи єврейської граматики, лексикографії та новоеврейской поезії зобов'язані вченим представникам караїмства, і що такі представники єврейської літератури середньовіччя, як ібн-Габіроль і Юда Галеві, були послідовниками караїмських поетів. Ця думка була спростована Шором, А. Гейгером та ін.
Враження, вироблене цим твором, було величезне. Йост і Грец визнали погляди Пінскера. Висновки «Збірника старожитностей», нехай і застарілі, проте за багатством зібраного матеріалу мають величезну цінність.

### Інші роботи
Іншою працею Пінскера був «Mebo el-ha-Nikkud ha-Aschuri o ha-Babli» («Мебо ель-ха-Ніккуд ха-Ашура про ха-Баблі»; Відень, 1863) — введення в систему вавилонсько-єврейської пунктуації, результат досліджень єврейських манускриптів в одеській бібліотеці .
Пінскеру належать:
- частина коментарю на «Сефер ха-Ехад» або «Книгу одиниці» (вид. Одеса, 1867) — твір Авраама ібн-Езри про дев'ять найголовніших чисел, видане з доповненнями Гольдгарта;
- «Mischle ha-Gezerah we-ha-Binjah» (Відень, 1887) — дослідження єврейських дієслів[4] .

Крім того, залишилося ще велике число рукописів про єврейську мову та літературу .